# Modèle d'Einasto

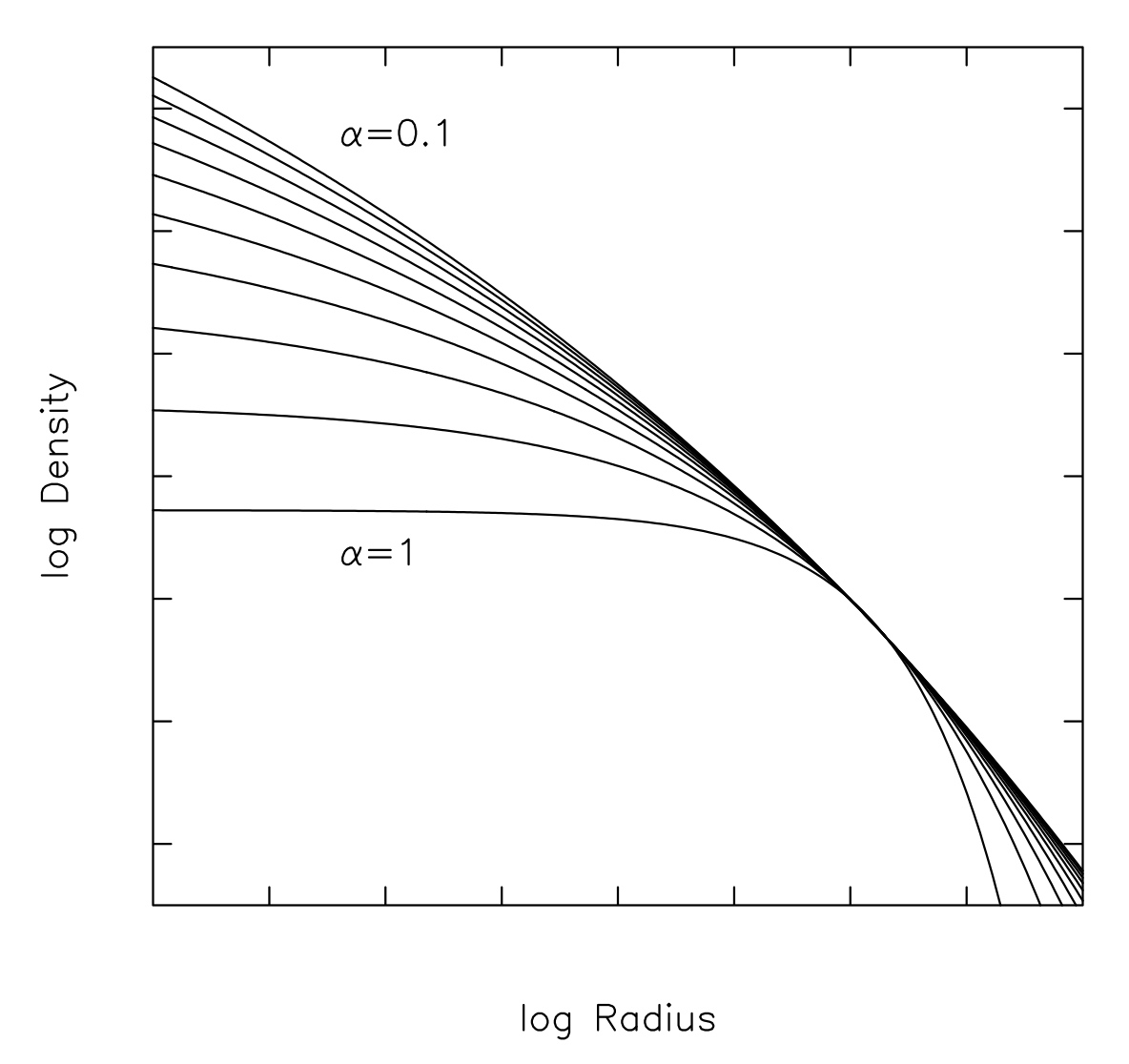
Modèle d'Einasto

Le modèle, profil ou la loi d'Einasto est une fonction décrivant la distribution totale (matière baryonique et matière noire) de densité {\displaystyle \rho } en fonction la distance au centre {\displaystyle r} des amas de galaxies. Elle fut proposée par l'astrophysicien Jaan Einasto en 1963.
La loi s'écrit comme une exponentielle décroissante d'une loi de puissance :
{\displaystyle \rho (r)\propto \exp {(-Ar^{\alpha })},}
où {\displaystyle \alpha } contrôle la courbure du profil.
La loi d'Einasto est comparable pour la densité à la loi de Sérsic pour la brillance de surface des amas galactiques.